# 木山島
木山島（きやまじま）は、請島の東方に位置する奄美群島に属する無人島である。

## 地理
鹿児島県大島郡瀬戸内町に属する。請島からの最短距離は約240mである。
航海安全を祈願する聖地とされてきた。
島は面積が0.34平方キロメートル、"焼畑の島"と呼ばれている。周囲はダイビングや釣りスポットがたくさんある。チャーター船などで上陸することができる。島には砂浜もありキャンプもできる。